# Бенякони
Беняко́ни (бел. Беняконі) — агрогородок в Вороновском районе Гродненской области Беларуси. Административный центр Беняконского сельсовета. Население 1319 человек (2004).

## География
Агрогородок расположен в 11 км к северу от Вороново, близ северной окраины Беняконей проходит граница с Литвой. Через агрогородок проходит магистраль М11 Лида — Вильнюс, здесь находится пограничный переход и пункт таможенного оформления. Также в агрогородке находится ж/д станция на линии Лида — Вильнюс. В 2004 году Бенякони насчитывали 1319 жителей. Бенякони находятся в пограничной зоне Республики Беларусь, для её посещения необходимо оформить пропуск и уплатить пошлину.

## История
Ныне — жд погранпереход в литовский «Стасилай».

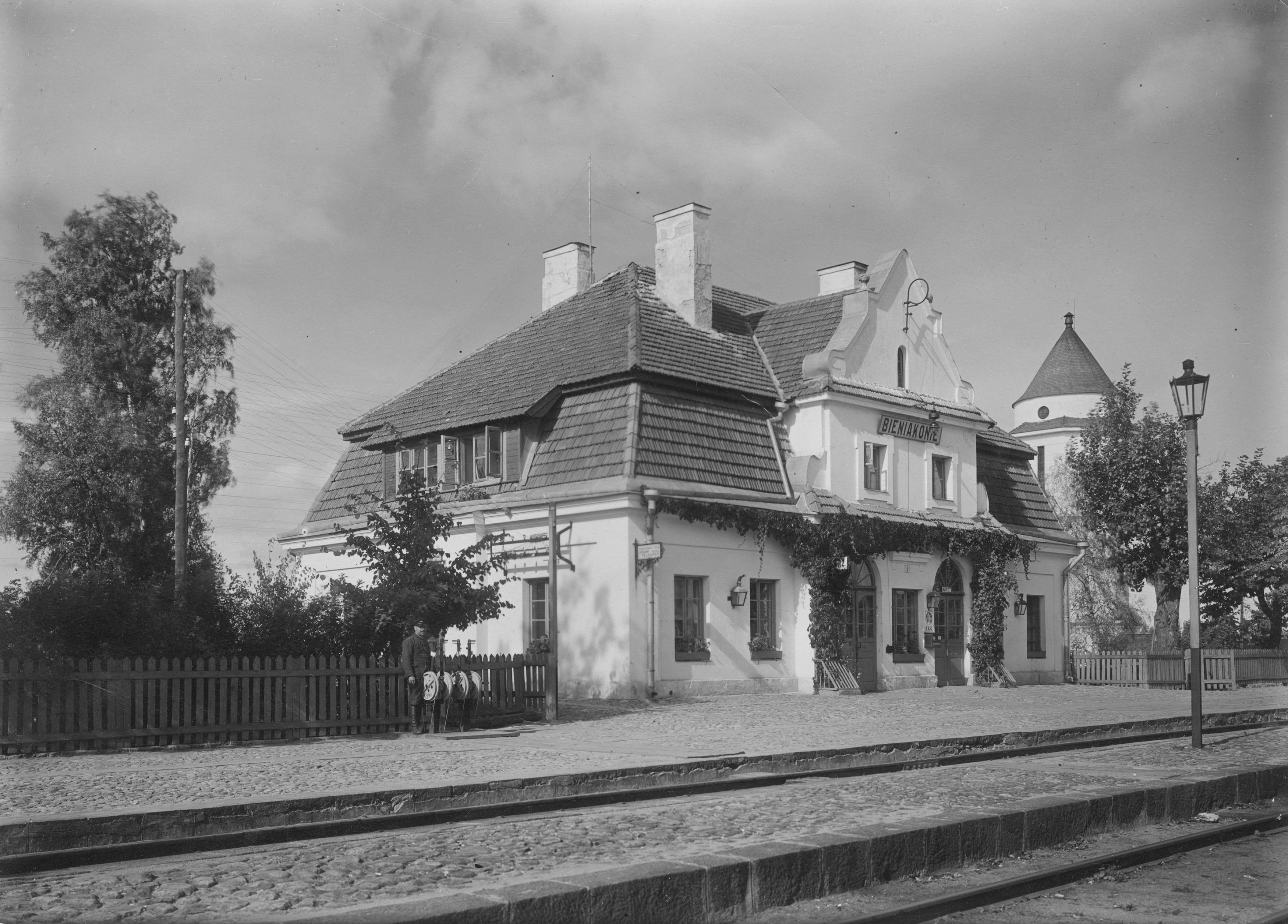
Ж/д станция. Фото 1939 года. Ныне — жд погранпереход в литовский «Стасилай».

Первое письменное упоминание о Беняконях датируется 1529 годом. В 1556 году Бенякони упоминаются как село хозяйского двора «Рудомино», владение великого князя литовского Сигизмунда Августа. Согласно административно-территориальной реформе середины XVI века поселение вошло в состав Лидского повета Виленского воеводства.
В 1634 году здесь был образован католический приход, в то же время на средства тогдашнего владельца Яна Чаплинского здесь был построен деревянный костёл св. Иоанна Крестителя.
В результате третьего раздела Речи Посполитой (1795) Бенякони оказались в составе Российской империи, где стали волостным центром Лидского уезда. В 1897 году село насчитывало 26 дворов, костёл, волостное управление, народное училище, несколько магазинов. В 1900—1906 годах построен новый каменный католический храм св. Иоанна Крестителя в эклектичном стиле. В 1910 году близ села была основана опытная сельскохозяйственная станция Ластовского (действовала до 1959 года, остатки зданий снесены в 2012 году). В первую мировую войну село находилось под немецкой оккупацией.
Согласно Рижскому мирному договору (1921) Бенякони оказалась в составе межвоенной Польской Республики, где стали центром гмины Лидского повета Новогрудского воеводства.
В 1939 году Бенякони вошли в БССР, где стали центром сельсовета Вороновского района. В 1970 году здесь было 502 двора, в 2012 году — 515.

## Культура
- Дом культуры
- Литературно-исторический музей ГУО «Беняконская средняя школа»

## Достопримечательности
- Католический храм св. Иоанна Крестителя, 1906 год —  Историко-культурная ценность Республики Беларусь, шифр 413Г000125. (Архитектор — Тадеуш Ростворовский).
- Деревянное здание плебании (начало XX в.)
- Руины водяной мельницы, принадлежавшей шляхтичам Голимонтам (1900 г.)
- Железнодорожная станция (1 половина XX в.)
- Деревянная синагога (начало XX века)
- Могила Марыли Верещак, возлюбленной Адама Мицкевича

## Галерея

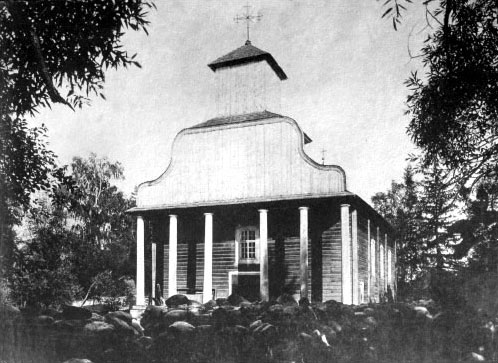
Стapый дepeвянный кoстёл (нe coxpaнился)
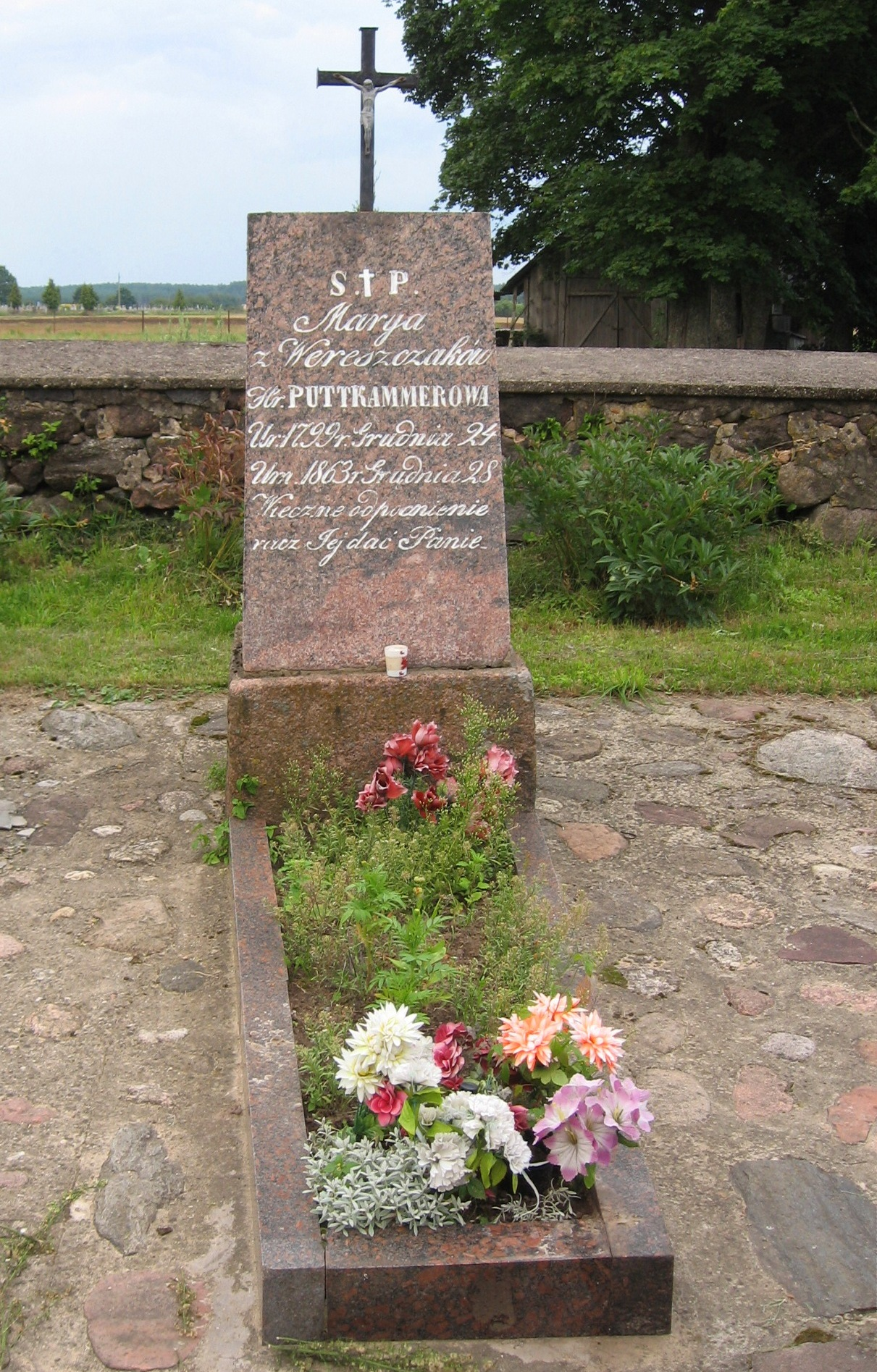
Мoгилa Мapыли Вepeщaк